# 에라곤

에라곤(Eragon)은 2003년에 발표된 크리스토퍼 파올리니의 판타지 소설로, 《유산 시리즈》의 첫 번째 작품이다. 영화화도 되었다.